# Конституція Японії

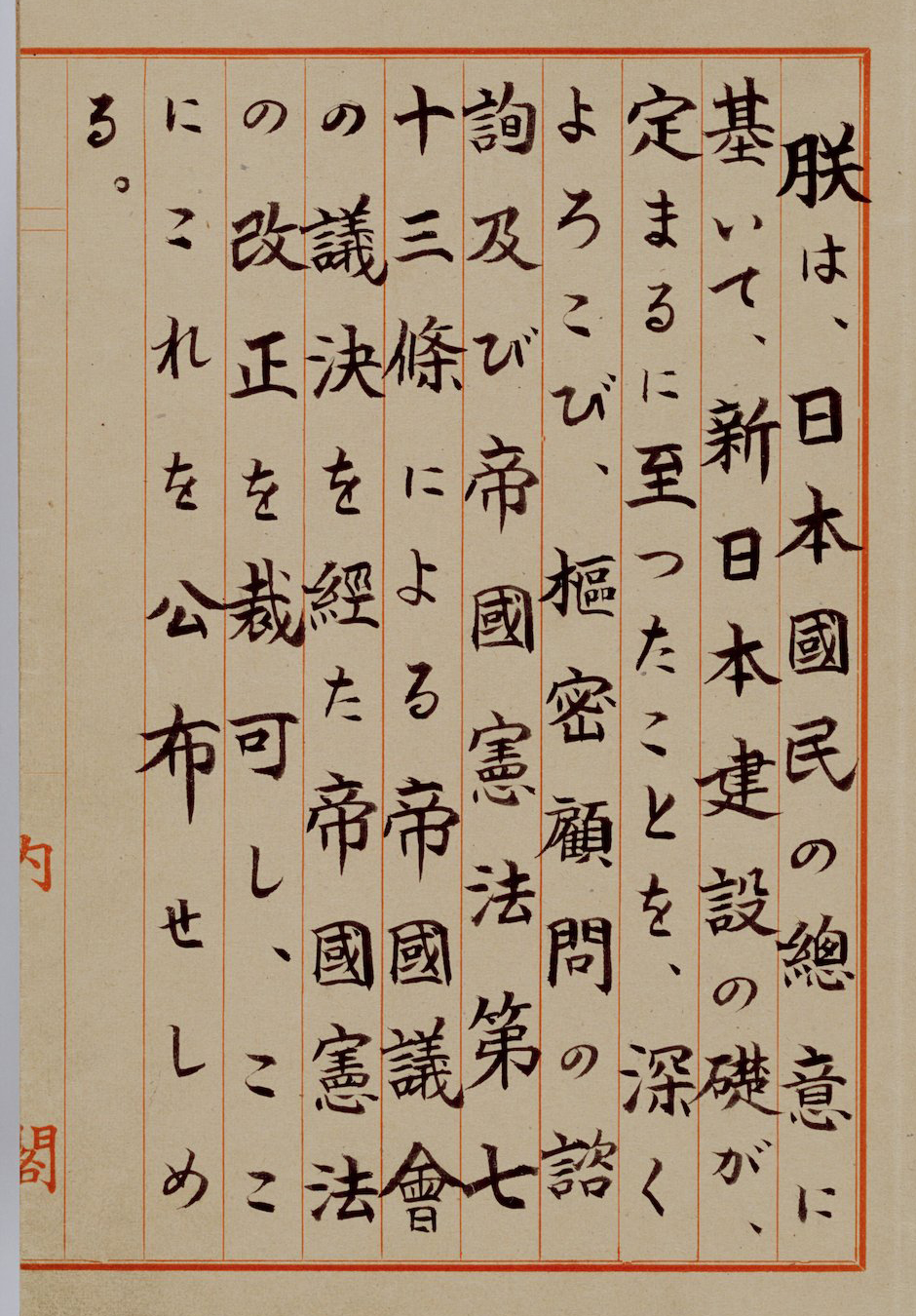
«Імператорські слова» — привілей, що передує основному тексту Конституції.

Конститу́ція Япо́нії (яп. 日本国憲法, にっぽんこくけんぽう, ніппон-коку кенпо; (англ. Constitution of Japan), «Конституція Японської держави») — чинний основний закон держави Японія. Проголошена 3 листопада 1946 року, набула чинності 3 травня 1947 року.

## Короткі відомості
Конституція Японії 1947 року замінила попередню Конституцію Великої Японської імперії, що втратила чинність після поразки Японії у Другій світовій війні 1945 року.. По сьогодні, жодних поправок до чинної Конституції Японії внесено не було. При незмінності самої Конституції існують факти зміни її трактування. Так в липні 2014 року кабінет міністрів Сінзо Абе прийняв резолюцію, яка дає нове трактування Статті 9 Конституції Японії.
Конституція Японії проголошує японську націю носієм державного суверенітету, а Імператора Японії — символом цієї нації. Конституція гарантує членам нації, особам які мають японське громадянство, основні права людини, якщо вони не суперечать громадському благу.
За Конституцією влада поділяється на три гілки — законодавчу, виконавчу і судову, які уособлюються Парламентом Японії, Урядом Японії і Верховним судом Японії відповідно. Найвищим органом державної влади визначається двопалатний парламент. Виконавча вертикаль очолюється Прем'єр-міністром Японії. Регіональним і громадським об'єднанням на місцях надається право самоврядування. Імператор позбавлений впливу на державне управління.
Конституція Японії відома як «Мирна конституція» (平和憲法, хейва кемпо) завдяки статті 9, в якій передбачено відмову Японії від війни як засобу ведення державної політики та відмову від утримання війська..
Однак не дивлячись на те, що стаття передбачає відмову держави від права вести війну й мати озброєні сили, Японія де-факто має армію — Сили самооборони. З формальної точки зору, японська армія вважається особливим видом поліційних сил, її діяльність формально обмежено тільки обороною країни, хоча фактично японський флот бере участь у боротьбі з піратами в Аденській затоці, захищаючи іноземні судна. Згідно з резолюцією кабінету міністрів від 1 липня 2014 року Японія має право на так звану «колективну самооборону» й може використовувати Сили Самооборони не тільки у випадку озброєного нападу на Японію, а й також у випадку нападу на країни, з якими Японія підтримує тісні зв'язки, і також у випадку серйозної загрози такого нападу.
Чинна Конституція Японії є Верховним законом Японії, а усі постанови, укази й рескрипти, що суперечать їй, не визнаються чинними.
День Конституції Японії відмічається щорічно 3 травня.

## Конституція сімнадцяти статей
Перший документ, який в історії Японії називався конституцією, зʼявився в VII столітті. Його автор — легендарний принц Шьотоку. Бувши високоосвіченою людиною і шанувальником китайської культури, він зробив надзвичайно багато для становлення Японської держави, зокрема став автором Конституції сімнадцяти статей. Нашадок престолу одноосібно й уперше склав Конституцію сімнадцяти статей.
12 рік, літо, четвертий місяць, день тигра.
1. Перша стаття. Цінуйте згоду й покладайте в основу дух неспротиву. Люди завжди збираються в групи, а мудрих людей мало. Тому дехто не підкоряється ні державцеві, ні батькові, а також ворогує із сусідами.
2. Друга стаття. Ревно шануйте три скарби. Ці три скарби — це Будда, дхарма й сангха. Вони є останнім притулком створінь чотирьох народжень і найвищими об'єктами віри в усіх країнах. Усі люди в усіх світах шанують дхарму. Мало людей є по-справжньому поганими; якщо їх наставляти належним чином, вони будуть слухняними. Виправити їх можна лише за допомогою цих трьох скарбів.
3. Третя стаття. Шанобливо сприймайте накази державця та обов’язково виконуйте їх. Державець — це небо, васали — земля. Небо покриває землю, а земля підтримує небо. Коли все узгоджено, чотири пори року йдуть своєю чергою, і все в природі відбувається належним чином. Коли ж земля забажає покрити небо, це призведе до руйнування. Тому, коли державець промовляє — васали слухають; коли вищі діють — нижчі підкоряються. Отже, шанобливо сприймайте накази державця й обов’язково дотримуйтеся їх. Якщо їх не будуть шанобливо сприймати, усе зруйнується природним шляхом. Однак за згоди у верхах і дружелюбності в низах, а також за узгодженості в обговорюваних питаннях — правильні рішення з’являються самі. І тоді все справдиться.
4. Четверта стаття. Вельможі й чиновники, основою своєї діяльності зробіть ритуал. Основа керування народом, безумовно, полягає в дотриманні ритуалу. Якщо вищі не дотримуються ритуалу, то серед нижчих немає порядку; якщо нижчі не дотримуються ритуалу, то обов'язково стаються злочини. Тому, якщо вельможі й чиновники дотримуються ритуалу, тоді все йде гладко. Якщо простий народ дотримується ритуалу, то в управлінні державою все буде до ладу.
5. П’ята стаття. Позбавтеся обжерливості, відмовтеся від жадібності й підходьте неупереджено до скарг, з якими до вас звертаються. Адже скарг простолюду за один день назбирується до тисячі. Якщо навіть за один день стільки скарг, то скільки їх накопичиться за рік? Останнім часом особи, що розглядають скарги, зробили звичаєм мати з цього особисту вигоду й вислуховувати заяви лише після отримання хабаря. Тому скарга заможної людини буде подібна до каменя, кинутого у воду, а скарга бідняка — подібна до води, вилитої на камінь. Тому бідна людина не знатиме, куди подітися зі своєю скаргою. Саме в цьому полягають недоліки істинного шляху наших васалів.
6. Шоста стаття. Покарання зла й заохочення добра — добре давнє правило, тому не приховуйте хорошого в людях, а помітивши зло — обов’язково виправляйте його. Підлесники й ошуканці — гостре знаряддя підриву держави; вони — гострий меч, нищівний для свого народу. Підлизи також охоче говорять вищим про помилки нижчих, а нижчим лихословлять про помилки вищих. Подібні люди завжди невірні державцеві й немилосердні до народу, а це — джерело великих заворушень.
7. Сьома стаття. Кожна людина повинна мати свої обов’язки, і нехай не буде плутанини щодо обов’язків. Коли розумну людину призначають на посаду — лунає похвала; коли ж безпринципна людина обіймає посаду — частішають заворушення. У світі мало людей із вродженими знаннями; мудрість — результат глибоких роздумів. Немає великих чи малих справ — усі справи обов’язково будуть залагоджені, якщо на посади взяти здібних людей. Також немає нічого термінового чи не термінового — з розумними людьми на посадах усі справи природно владнаються. Так держава буде вічна, а країна — в безпеці. Тому в давнину мудрі державці шукали здібних людей на посади, а не посади для людей.
8. Восьма стаття. Вельможі й чиновники, рано приходьте до двору й пізно йдіть. Державні справи не допускають недбальства. Навіть за весь день їх важко завершити. Тому якщо приходите до двору пізно, то не впораєтеся з терміновими справами. Якщо йтимете рано, то, безумовно, встигнете завершити справи.
9. Дев’ята стаття. Довіра — основа справедливості; у кожній справі має бути довіра. Добро і зло, успіх і провал, безперечно, ґрунтуються на довірі. Якщо вельможі й васали довірятимуть одне одному — будь-які справи владнаються. Якщо ж не довірятимуть — усе завалиться.
10. Десята стаття. Позбавтеся гніву, відкиньте обурення та не гнівайтеся на інших за те, що вони не такі, як ви. Кожна людина має серце. У кожного серця — свої схильності. Якщо він правий, то я — неправий. Якщо я правий, то він — неправий. Я не обов’язково мудрець, а він — не обов’язково дурень. Ми обоє лише звичайні люди. Хто може точно визначити міру правильного й неправильного? Ми обоє і розумні, і дурні — подібно до перснів без початку й кінця. Тому, хоча він і сердиться на мене, я, навпаки, мушу сам побоюватися помилитися. Хоча я, можливо, один правий, але мушу йти за всіма й діяти однаково з ними.
11. Одинадцята стаття. Справедливо оцінюйте заслуги й провини; обов’язково нагороджуйте й карайте відповідно. Буває, що нагороди дають не відповідно до заслуг, а карають — не відповідно до вини. Вельможі, що займаються державними справами, — нехай вашим обов’язком буде чітко розподіляти нагороди й покарання.
12. Дванадцята стаття. Імператорські контролери провінцій і намісники провінцій, не обкладайте подвійними податками простолюд. У країні немає двох державців; народ не має двох панів. Державець — пан народу всієї країни. Призначені ним чиновники — усі є васалами державця. Чому ж вони разом зі скарбничими наважуються незаконно обкладати податками простолюд?
13. Тринадцята стаття. Усі призначені чиновники мусять однаково добре виконувати свої службові обов’язки. Не займатися справами можна лише через хворобу чи службове доручення. Однак коли ви можете виконувати обов’язок — дійте, як і раніше, у дусі згоди. Чиновники, не затримуйте державних справ нібито через те, що вони вас не стосуються.
14. Чотирнадцята стаття. Вельможі й васали, не будьте заздрісними. Якщо ми заздримо іншим — то й інші заздрять нам. Біди від заздрості не мають меж. Із цієї причини, якщо хтось перевершує нас розумом — ми не радіємо; якщо хтось перевершує нас здібностями — ми заздримо йому. Тому розумного зустрічаєш раз на 500 років, а одного мудреця важко знайти й раз на тисячу років. Проте як керувати країною без розумних людей і мудреців?
15. П’ятнадцята стаття. Відвернутися від особистого й повернутися до державного — це істинний шлях васала. Якщо людину опановує особисте — то її обов’язково опановує злість. Якщо людину опановує злість — то в неї обов’язково будуть розбіжності з іншими. Коли є розбіжності — особисте шкодить державному. Коли виникає злість — то вона йде проти порядку й шкодить законам. Тому, як сказано в першій статті, взаємна згода вищих і нижчих — дух і цієї статті.
16. Шістнадцята стаття. Громадські роботи слід організовувати у відповідну пору року — це добре стародавнє правило. Тому слід залучати людей до таких робіт у зимові місяці, коли в них є вільний час. З весни до осені, під час сезону обробітку полів і шовковиці, людей залучати не можна. Якщо не обробляти поля — то що ж їсти? Якщо не доглядати шовковицю — то що ж одягати?
17. Сімнадцята стаття. Важливі справи не можна вирішувати самотужки — їх обов’язково треба обговорювати з усіма. З малими справами просто — обговорювати їх з усіма не обов’язково. Якщо при одноосібному розгляді важливих справ виникають сумніви щодо правильності їх залагодження — їх слід залагоджувати спільно, щоб домогтися правильного результату.

Звичайно, цей документ не був конституцією в сучасному розумінні цього слова, й згодом політична та соціальна організація Японії зазнала істотних змін. Проте, якщо уважно вивчити це питання, то ми побачимо, що більшість принципів, закладених принцом Шьотоку понад 14 століть тому, і досі залишається актуальною.